# Kambiz I.
Kambiz I. ali Kambiz Starejši (iz starogrškega  Καμβύσης, Kambíses, perzijsko Kambūǰiya, elamsko Kanbuziya, akadsko Kambuziya, aramejsko Knbwzy) je bil od okoli 580 pr. n. št. do 559 pr. n. št. kralj Anšana in  Perzije in oče Kira II. Velikega,  * okoli 600 pr. n. št., † 559 pr. n. št.
Kambiz je spadal med starejše člane Ahemenidske dinastije. Zgleda, da je bil pravnuk njenega ustanovitelja Ahemena, vnuk Teispa in sin Kira I. Kambizov stric po očetovi strani je bil Ariaramn, njegov prvi bratranec pa Arsam. 
Po Herodotu je bil Kambiz »mož iz dobre družine in mirne nravi«. Vladal je pod nadoblastjo medijskega kralja Astjaga. Poročen je bil z Astjagovo hčerko, medijsko princeso Mandano. V njunem zakonu je bil rojen naslednik Kir Veliki. Po Nikolaju iz Damaska se je Kambiz sprva imenoval Atradat. V bitki z Astjagom na perzijski meji je bil ranjen. Kasneje je ranam podlegel in bil z vsemi častmi pokopan. Herodot pše, da je Astjag izbral Kambiza za svojega zeta zato, ker se mu ni zdel nevaren za medijski prestol, in hkrati sanjal, da mu bo hčerka rodila vnuka, ki bo zavladal Aziji. Načrti se mu niso uresničili. Kir ga je odstavil in sam zavladal Perzijskemu cesarstvu.